# Vissza a hidegháborúba!
A Vissza a hidegháborúba! (Back to the Cold War) a South Park című amerikai animációs sorozat 315. része (a 25. évad 4. epizódja). Elsőként 2022. március 2-án sugározták az Egyesült Államokban a Comedy Central műsorán. Magyarországon szinkronosan 2022. május 23-án szintén a Comedy Central mutatta be.
Az epizódban Mr. Mackey egy nukleáris háborúra készül fel, miközben Buttersnek meg kell nyernie egy díjugratóversenyt. A rész hat nappal a 2022-es orosz-ukrán háború kitörését követően került adásba, így közvetlenül arra is reflektál. Emellett több, a hidegháború témájával kapcsolatos filmre tartalmaz utalásokat, mint a "Háborús játékok", a "Vörös hajnal". és a "Rocky IV". Szerepelnek benne utalások a nyolcvanas évek kultúrájára is, mint a zongoramintás nyakkendők vagy a hordozható kazettás magnók.

## Cselekmény
Mr. Garrison arról mesél a diákoknak, hogyan keveredett vitába Rick-kel, de a gyerekeket sokkal jobban érdekli ennél Vlagyimir Putyin. Váratlanul betör a terembe Mr. Mackey, aki közli, hogy azonnal vészhelyzeti gyakorlatot tartanak, mert attól tart, hogy az oroszok atombombát dobnak a városra. A gyakorlatot "ideillő nyolcvanas évekbeli zenével" zárja, melyet egy nyolcvanas évekbeli TV-sorozat nyitó képsoraira emlékeztető jelenet zár. Miután túlzásba viszi a gyakorlatoztatást, PC igazgató is beszél Mr. Mackeyvel, aki szerint túlságosan nosztalgikus hangulatba került újabban. Mackey válaszul beszökik az igazgatói irodába és fényképeket készít. Ezalatt Butters egy lovardában készül a közelgő díjugratóversenyre, ahol egy Szolokov nevű orosz fiú lesz az egyik ellenfele. Stephen és Linda hangosan jelzi nemtetszését vele szemben, ugyanakkor aggódnak amiatt is, hogy Butters nem fog jól szerepelni. Stephen ezért beszél a fiával, és közli, hogy ha nem nyeri meg a versenyt, abból az oroszok politikai ügyet fognak belőle csinálni, továbbá a lovát "oda kell adnia a komcsiknak, akik bőrápolót csinálnak belőle". Butters megpróbálja a lovát, Merengőt rendesen tréningezni, de a ló mást sem csinál, csak mindenhová odaszékel, majd más lovakkal akar szexuális kapcsolatot létesíteni. Miközben Mackey egy mikrofilm-olvasón nézegeti a fényképeit, Butters érkezik hozzá tanácsért. Mikor Butters megemlíti, hogy oroszok is részt vesznek a díjugratóversenyen, Mr. Mackey hirtelen mindent tudni akar a rendezvényről.
Mackey elkezd nyomozni a Szolokov család után, és felfedezi, hogy Butters szülei szabotálni akarják az orosz fiú lovát. Azt állítja, hogy PC igazgató egy orosz kém, és az egész rendezvény csak egy elterelés, mialatt kilövik az atomrakétákat. Mr. Mackey hazamegy a szülői házba, ahol egy régi floppylemez és egy betárcsázós modem segítségével behatol a NORAD rendszerébe. Sikeresen feltöri azt, orosz rakétatámadást emulál, ami miatt DEFCON-3 szintű riasztást rendelnek el. Az oroszok észreveszik ezt és jelentik Putyinnak, aki újabban szintén nosztalgikus hangulatba került. Miközben Mr. Mackey a riasztási fokozatot igyekszik DEFCON-2-esre emelni, megjelenik az anyja, aki rávilágít, hogy az egész vágyódása a nosztalgia iránt abból fakad, hogy fél az öregedéstől. Tudja, hogy ha egy férfi "pisilője" már nem működik úgy, mint régen, akkor hajlamos "háborúsdit játszani" (utalva ezzel Putyinra is). Elmondja, hogy a hidegháború kora egyáltalán nem volt jó, és semmi értelme visszakívánni azt. Ezalatt a díjlovaglóversenyen Szolokov már éppen győzne, amikor Merengő hirtelen ráugrik a lovára és közösül vele (amit a közönség tévesen a demokráciáért való küzdelemként azonosít), a fiú pedig leesik róla. Egy bokszbíró rászámol Szolokovra, aki így kiesik a versenyből és Butters nyer. A tömeg ünnepelni kezd, Mr. Mackey pedig egy győzedelmes beszédet tart: azt mondja, hogy ez a verseny megváltoztatta őt, és azt üzeni az oroszoknak, hogy ha neki sikerült, nekik is menni fog; továbbá hogy csak azért, mert "nem működik a farkunk", még nem kell visszavágyódnunk a múltba.

## Fordítás
- Ez a szócikk részben vagy egészben  a   Back to the Cold War című angol Wikipédia-szócikk ezen változatának fordításán alapul.  Az eredeti cikk szerkesztőit annak laptörténete sorolja fel. Ez a jelzés csupán a megfogalmazás eredetét és a szerzői jogokat jelzi, nem szolgál a cikkben szereplő információk forrásmegjelöléseként.